# Copa Intercontinental 1976
La Copa Intercontinental 1976 fue la decimosexta edición del torneo que enfrentaba al campeón de la Copa Libertadores de América con el campeón de la Copa de Campeones de Europa. La competición se disputó en el habitual formato de ida y vuelta, actuando cada equipo en condición de local en uno de los encuentros.
Los participantes fueron Cruzeiro de Brasil, vencedor de la Copa Libertadores 1976, y Bayern de Múnich de Alemania Occidental, campeón de la Copa de Campeones de Europa 1975-76. Los partidos se jugaron el 23 de noviembre en Múnich, Alemania Occidental, y el 21 de diciembre en Belo Horizonte, Brasil. Con un triunfo por 2-0 en condición de local y un empate sin goles en la revancha, el conjunto germano terminó alzando el trofeo de la competición, el que no había querido disputar el año anterior, frente a Club Atlético Independiente de Argentina.
La victoria global significó el primer título de Bayern de Múnich en el certamen, así como también la primera vez que un equipo alemán se consagraba campeón del mundo.

## Equipos participantes
| UEFA (Europa)         |  | Bayern Múnich |  | Campeón de la Copa de Campeones de Europa (1975-76) |
| Conmebol (Sudamérica) |  | Cruzeiro      |  | Campeón de la Copa Libertadores de América (1976)   |

## Sedes
| Múnich                         | Belo Horizonte                  |
| ------------------------------ | ------------------------------- |
| Olympiastadion                 | Estadio Mineirão                |
| Capacidad: 80 000 espectadores | Capacidad: 130 000 espectadores |
|                                |                                 |

## Previa y partidos
El equipo de Baviera celebró la base de la selección alemana federal que ganó la Copa Mundial de 1974, con jugadores como Sepp Maier, Franz Beckenbauer, Karl-Heinz Rummenigge y Gerd Müller. Cruzeiro fue el primer club brasileño en convertirse en campeón de la Copa Libertadores después del legendario Santos FC de Pelé. El equipo tuvo a los campeones del mundial de 1970, Wilson Piazza y Jairzinho, y otros jugadores famosos como Nelinho, Raúl Plassman y Dirceu Lopes. 
El partido de ida se celebró el 23 de noviembre de 1976 en el Estadio Olímpico de Múnich, casa del Bayern, en un juego con el terreno cubierto por la nieve. Finalizó con un marcador de 2-0 favor del cuadro local.
El Estádio Governador Magalhães Pinto, conocido como Mineirão, acogió el partido de vuelta el 21 de diciembre de 1976, que acabó con el resultado de 0-0.

## Resultados

### Partido de ida
| 1          | POR        | Sepp Maier               |  |
| 2          | DEF        | Björn Andersson          |  |
| 5          | DEF        | Franz Beckenbauer        |  |
| 4          | DEF        | Hans-Georg Schwarzenbeck |  |
| 3          | DEF        | Udo Horsmann             |  |
| 6          | MED        | Bernd Dürnberger         |  |
| 7          | MED        | Karl-Heinz Rummenigge    |  |
| 8          | MED        | Conny Torstensson        |  |
| 9          | DEL        | Gerd Müller              |  |
| 10         | DEL        | Ulrich Hoeneß            |  |
| 11         | DEL        | Jupp Kapellmann          |  |
| Entrenador | Entrenador | Dettmar Cramer           |  |

| 1          | POR        | Raul Plassman |     |
| 4          | DEF        | Nelinho       |     |
| 3          | DEF        | Morais        |     |
| 2          | DEF        | Osires        |     |
| 6          | DEF        | Vanderlei     |     |
| 5          | MED        | Piazza        |     |
| 8          | MED        | Zé Carlos     |     |
| 10         | MED        | Eduardo       |     |
| 7          | DEL        | Jairzinho     |     |
| 9          | DEL        | Palhinha      |     |
| 11         | DEL        | Joãozinho     | 80' |
| Entrenador | Entrenador | Zezé Moreira  |     |

| 16 | DEL | Dirceu Lopes | 80' |

| Anotado | 80' | Gerd Müller     | 1:0 |
| Anotado | 82' | Jupp Kapellmann | 2:0 |

| Árbitro | Luis Pestarino |

| 1          | POR        | Sepp Maier               |  |
| 2          | DEF        | Björn Andersson          |  |
| 5          | DEF        | Franz Beckenbauer        |  |
| 4          | DEF        | Hans-Georg Schwarzenbeck |  |
| 3          | DEF        | Udo Horsmann             |  |
| 6          | MED        | Bernd Dürnberger         |  |
| 7          | MED        | Karl-Heinz Rummenigge    |  |
| 8          | MED        | Conny Torstensson        |  |
| 9          | DEL        | Gerd Müller              |  |
| 10         | DEL        | Ulrich Hoeneß            |  |
| 11         | DEL        | Jupp Kapellmann          |  |
| Entrenador | Entrenador | Dettmar Cramer           |  |

| 1          | POR        | Raul Plassman |     |
| 4          | DEF        | Nelinho       |     |
| 3          | DEF        | Morais        |     |
| 2          | DEF        | Osires        |     |
| 6          | DEF        | Vanderlei     |     |
| 5          | MED        | Piazza        |     |
| 8          | MED        | Zé Carlos     |     |
| 10         | MED        | Eduardo       |     |
| 7          | DEL        | Jairzinho     |     |
| 9          | DEL        | Palhinha      |     |
| 11         | DEL        | Joãozinho     | 80' |
| Entrenador | Entrenador | Zezé Moreira  |     |

| 16 | DEL | Dirceu Lopes | 80' |

| Anotado | 80' | Gerd Müller     | 1:0 |
| Anotado | 82' | Jupp Kapellmann | 2:0 |

| Árbitro | Luis Pestarino |

### Partido de vuelta
| 1          | POR        | Raul Plassman |     |
| 4          | DEF        | Nelinho       |     |
| 3          | DEF        | Morais        |     |
| 2          | DEF        | Osires        |     |
| 6          | DEF        | Vanderlei     |     |
| 5          | MED        | Piazza        | 30' |
| 8          | MED        | Zé Carlos     |     |
| 7          | MED        | Jairzinho     |     |
| 9          | DEL        | Palhinha      |     |
| 10         | DEL        | Dirceu Lopes  | 46' |
| 11         | DEL        | Joãozinho     |     |
| Entrenador | Entrenador | Zezé Moreira  |     |

| 1          | POR        | Sepp Maier               |     |
| 2          | DEF        | Björn Andersson          |     |
| 5          | DEF        | Franz Beckenbauer        |     |
| 4          | DEF        | Hans-Georg Schwarzenbeck |     |
| 3          | DEF        | Udo Horsmann             |     |
| 6          | MED        | Sepp Weiß                |     |
| 7          | MED        | Karl-Heinz Rummenigge    | 85' |
| 8          | MED        | Conny Torstensson        |     |
| 9          | DEL        | Gerd Müller              |     |
| 10         | DEL        | Ulrich Hoeneß            |     |
| 11         | DEL        | Jupp Kapellmann          |     |
| Entrenador | Entrenador | Dettmar Cramer           |     |

| 14 | DEL | Eduardo      | 30' |
| 13 | DEF | Pablo Forlán | 46' |

| 13 | MED | Fred Arbinger | 85' |

| Árbitro | Patrick Partridge |

| 1          | POR        | Raul Plassman |     |
| 4          | DEF        | Nelinho       |     |
| 3          | DEF        | Morais        |     |
| 2          | DEF        | Osires        |     |
| 6          | DEF        | Vanderlei     |     |
| 5          | MED        | Piazza        | 30' |
| 8          | MED        | Zé Carlos     |     |
| 7          | MED        | Jairzinho     |     |
| 9          | DEL        | Palhinha      |     |
| 10         | DEL        | Dirceu Lopes  | 46' |
| 11         | DEL        | Joãozinho     |     |
| Entrenador | Entrenador | Zezé Moreira  |     |

| 1          | POR        | Sepp Maier               |     |
| 2          | DEF        | Björn Andersson          |     |
| 5          | DEF        | Franz Beckenbauer        |     |
| 4          | DEF        | Hans-Georg Schwarzenbeck |     |
| 3          | DEF        | Udo Horsmann             |     |
| 6          | MED        | Sepp Weiß                |     |
| 7          | MED        | Karl-Heinz Rummenigge    | 85' |
| 8          | MED        | Conny Torstensson        |     |
| 9          | DEL        | Gerd Müller              |     |
| 10         | DEL        | Ulrich Hoeneß            |     |
| 11         | DEL        | Jupp Kapellmann          |     |
| Entrenador | Entrenador | Dettmar Cramer           |     |

| 14 | DEL | Eduardo      | 30' |
| 13 | DEF | Pablo Forlán | 46' |

| 13 | MED | Fred Arbinger | 85' |

| Árbitro | Patrick Partridge |

|                       |
| Bandera de Alemania   |
| Campeón Bayern Múnich |
| 1.er título           |